# Prijepolje
Prijepolje (em cirílico: Пријепоље) é uma vila da Sérvia localizada no município de Prijepolje, pertencente ao distrito de Zlatibor. A sua população era de 13068 habitantes segundo o censo de 2011.

## Demografia
| 1948 | 1953 | 1961 | 1971  | 1981  | 1991  | 2002  | 2011  |
| ---- | ---- | ---- | ----- | ----- | ----- | ----- | ----- |
| 2828 | 3536 | 5303 | 10904 | 14543 | 15634 | 15031 | 13068 |